# アンリ・ムーオ
アンリ・ムーオ（フランス語: Henri Mouhot, 1826年5月15日 - 1861年11月10日）はフランスの博物学者、冒険家である。現在では専らアンコールに関する業績により記憶されている。

## 生涯

### 前半生
兄弟のシャルルとともにヨーロッパを旅し、写真術を学ぶ。1856年より自然科学に身を投じる。1856年に読んだジョン・バウリングの「シャムの王国と人々」に触発され、インドシナにおける植物調査を志す。初めフランス政府に研究費を申請したものの断られ、ロンドンの王立地理協会と動物学協会の支援により、シンガポールを経由してバンコクに旅立つ。

### 遠征

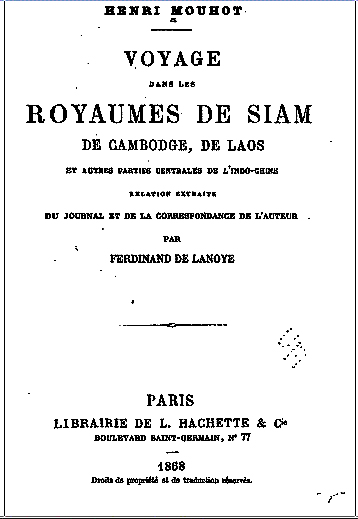

1858年よりバンコクに拠点を置き、ムーオは4次に渡りシャム、カンボジア、ラオスの深部を探検した。最初に遠征したのはかつてのシャムの都アユタヤであった。彼はここで昆虫や川に産する貝類などを広く集め、イギリスに送った。
1860年1月、二度目にして最長の遠征の終わりに、彼はアンコールに辿り着いた。アンコールは400平方キロメートル以上の領域に多数の空中広場、溜池、環濠都市、宮殿、寺院が点在する遺跡であり、とりわけ最も有名なのはアンコールワットである。彼はこの時の三週間に渡る詳細な観察を旅行日誌に書き留めている。この日誌とイラストは後に「インドシナ王国遍歴記―アンコール・ワット発見」にまとめられ、死後公刊された。

### 死と遺産

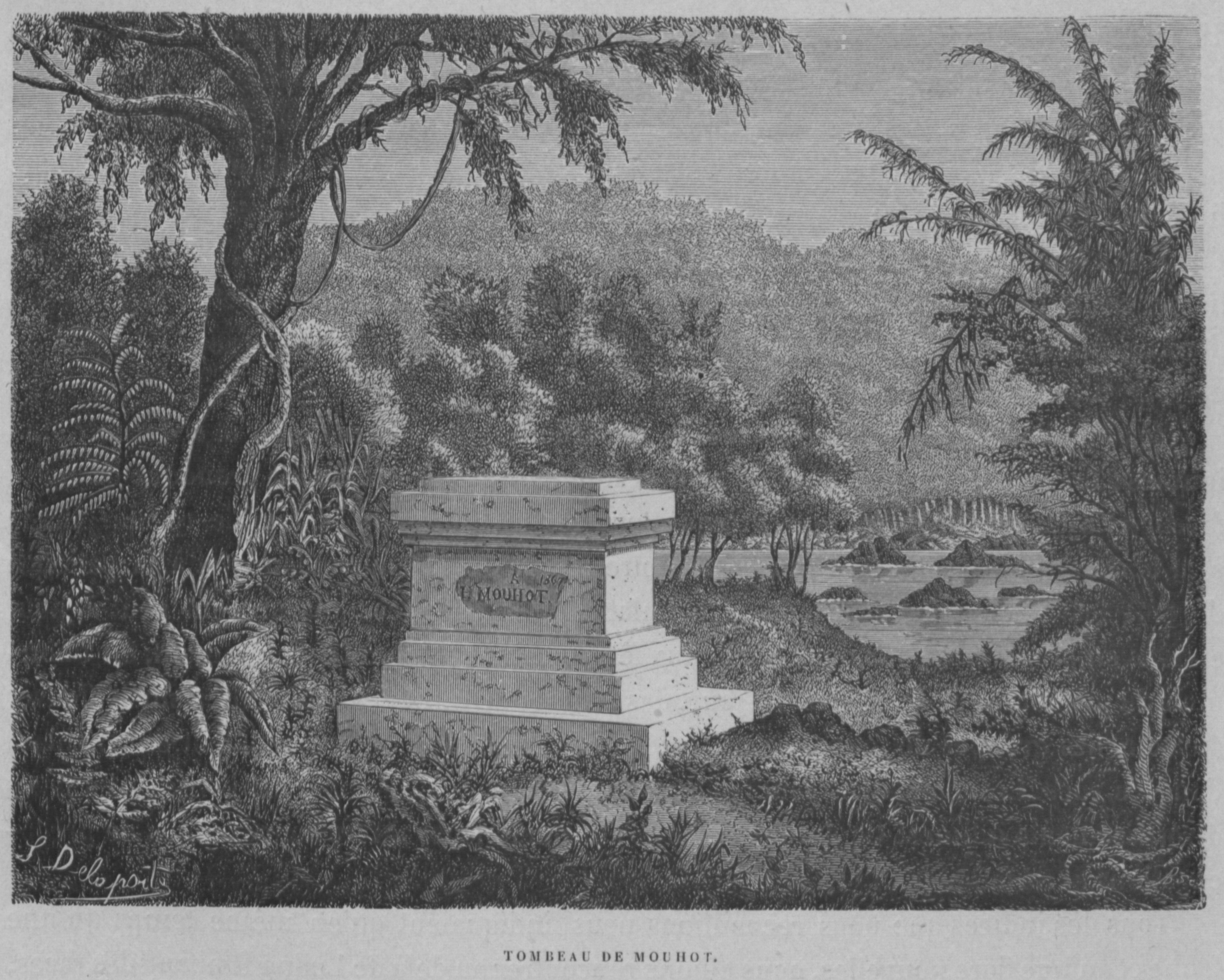
1867年におけるムーオの墓

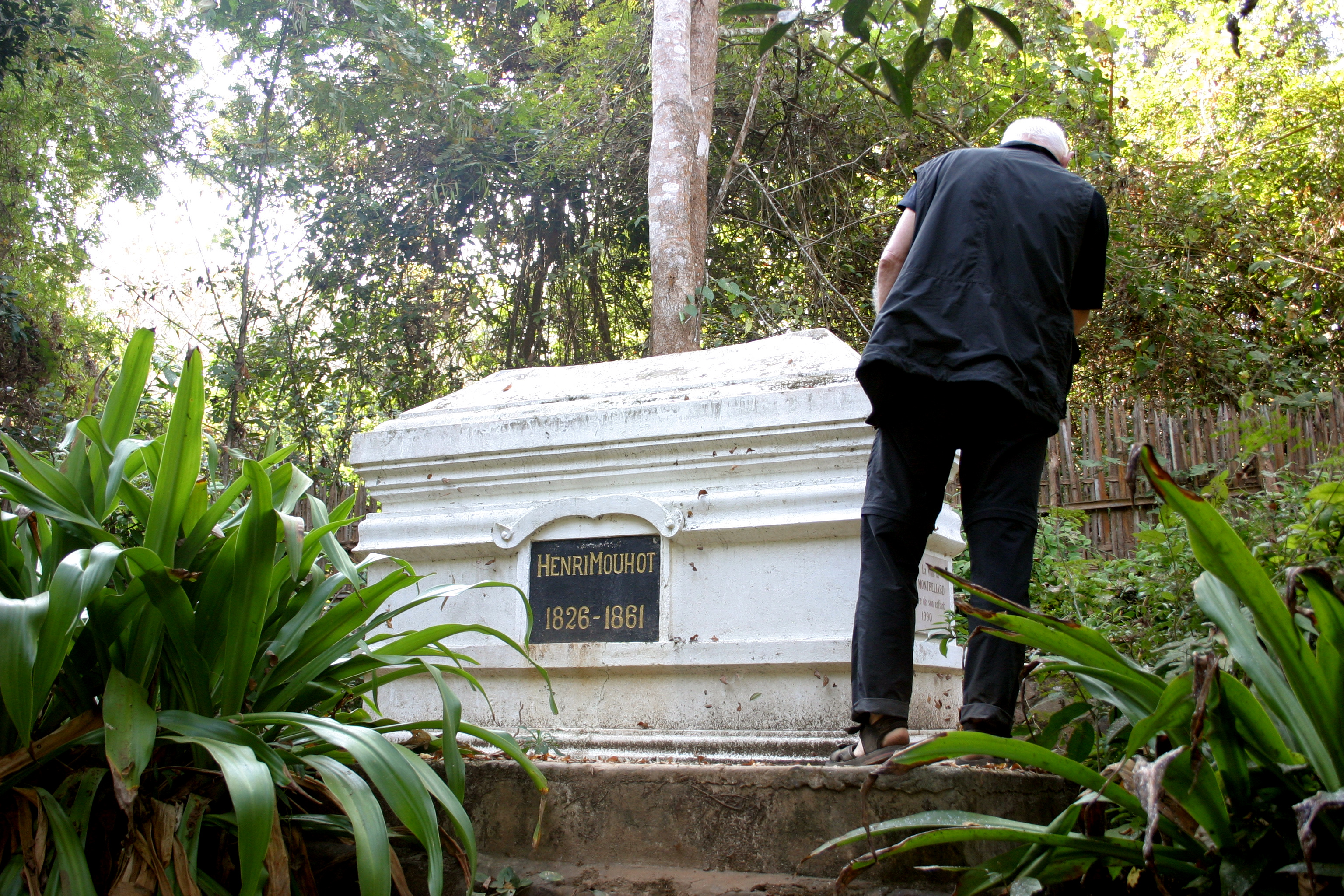
ムーオの墓(2007年)

ムーオは4次遠征の途次、ラオスの密林でマラリア熱により死亡した。死の前にはランサーン王国の首都であるルアンパバーンを訪れ、国王の庇護を受けていた。彼は二人の使用人によってナムカン川の辺りに埋葬された。またムーオの日誌と標本はすべてお気に入りの使用人だったフライによってバンコクに運ばれ、そこからヨーロッパに送られた。
彼の墓と記念碑は一時密林に埋もれていたものの、フランス人の学者により発見され、現在は観光客でも訪れることができる。
ムーオは二種のアジア産爬虫類について献名を受けている。亀の一種 Cuora mouhotii と蛇の一種 Oligodon mouhoti である。

## アンコール

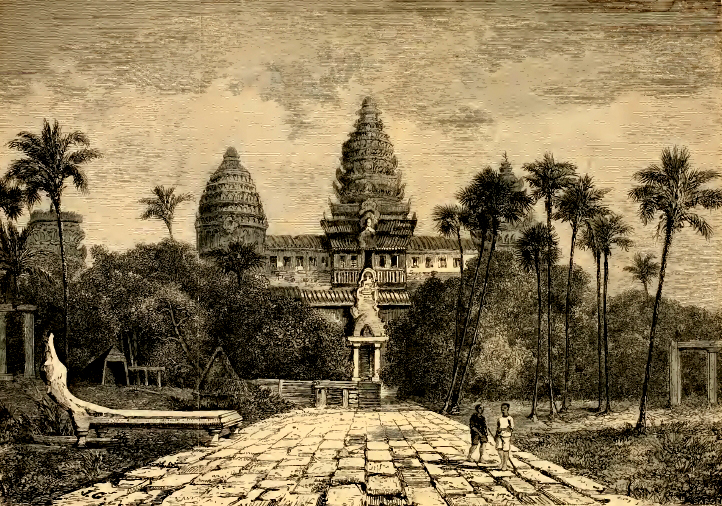
アンコールワットの正面、ムーオ画

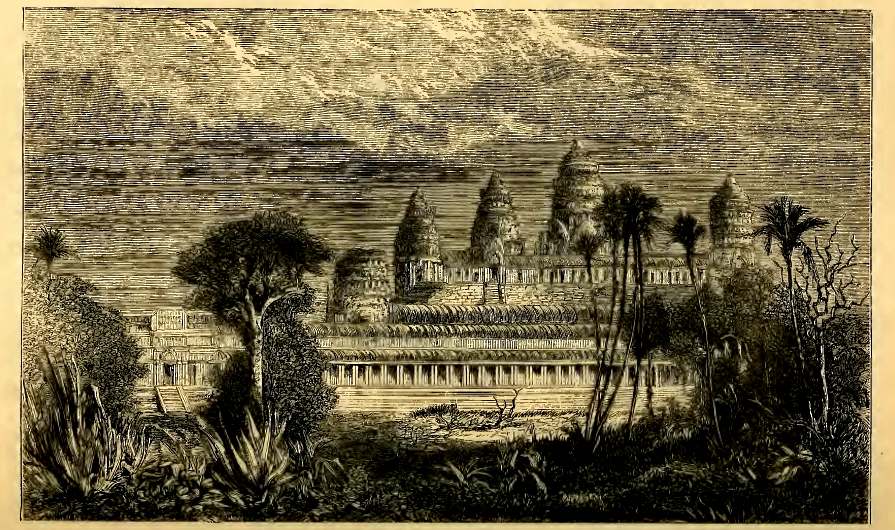
アンコールワット、ムーオ画

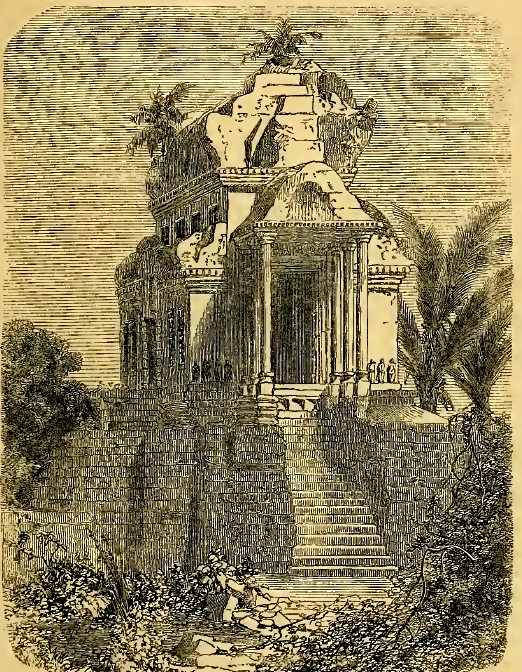
アンコールワットの東屋、ムーオ画

ムーオはしばしば誤ってアンコールの「発見者」とされる。しかし実際にはアンコールは一度も「失われた」ことがない。アンコール遺跡全体の所在はクメール人の間に伝えられていたし、16世紀以後何度か西洋人が訪れてもいる。ムーオ自身、日誌の中でシャルル・エミール・ブイユヴォー（Charles-Émile Bouillevaux）神父（バッタンバンを拠点としたフランス人宣教師）が、他の西洋人探検家や宣教師とともにアンコールワットやその他のクメール寺院を、少なくともムーオの五年前に訪れたという報告に言及している。
しかしムーオほど、鮮やかにアンコールを紹介したヨーロッパ人はかつていなかった。彼の死後公刊された「インドシナ王国遍歴記」において、ムーオはアンコールをピラミッドに比している。これは当時、西洋においてあらゆる文明の淵源を中東に求める向きがあったからである。例えば、彼はアンコールについて次のように書いている。
これらの寺院――ソロモンの神殿にも匹敵し、ミケランジェロのような古代の巨匠により建立された――は我々の最も美しい建築物に並んで名誉ある位置を占める資格がある。それはギリシャやローマが我々に残したあらゆるものよりも壮麗であり、今やこの国が陥っている野蛮な状態と悲しむべき対照をなしている。
また次のようにも書いている。
アンコールには（中略）これほど壮麗な廃墟があり、（中略）一目にして見るものに深い感動を与える。そして見るものは次にこう問わざるを得ない；これほどの文明を持つ、開けた強大な民族、これらの巨大な作品の製作者らに、一体何が起こったのか？
これらの表現が、ムーオが失われた文明の失われた廃墟を発見したのだというありがちな誤解につながったようである。王立地理協会と動物学協会がこのような風説を助長したらしい（彼らはムーオの探検の後援者であった）。
ムーオ自身は誤ってアンコールがクメールよりも古い文明の所産であると考えていた。アンコールを建設したまさにその文明が彼の目の前にあったにもかかわらず、ムーオは彼らを「野蛮な状態」に陥っていると考え、彼らがアンコールを建設したとは信じられなかった。また、ムーオはアンコールの成立をローマと同じおよそ2000年前と考えてもいた。アンコールワットの真の歴史は後にアンコール遺跡全体で行われた発掘・修復作業の過程で集められた碑文の研究などから明らかになった。現在ではアンコールの文化が9世紀初めから15世紀初めにかけてのものであることが知られている。

## 著作
- Travels in Siam, Cambodia, Laos, and Annam. Henri Mouhot ISBN 974-8434-03-6
- Travels in Siam, Cambodia and Laos, 1858-1860 Henri Mouhot, Michael Smithies - ISBN 0-19-588614-3
- Travels in the Central Parts of Indo-China (Siam), Cambodia, and Laos During the Years 1858, 1859, and 1860. Mouhot, Henri—ISBN 974-8495-11-6 (B/W illustrations)

### 主な日本語訳
- 『アンコールワットの「発見」　タイ・カンボジア・ラオス諸王国遍歴記』
大岩誠 訳、まちごとパブリッシンブ、2018年。ISBN 978-4861433368

旧版は中公文庫、2002年。ISBN 978-4122039865
- 『アンコール・ワットの発見』菊池一雅 訳、学生社、1974年